# Slow Hands
"Slow Hands" é uma canção da banda nova-iorquina de post-punk revival Interpol (banda), contido em seu segundo álbum de estúdio, Antics. A música foi escrita pelos quatro integrantes do grupo, Carlos Dengler, Daniel Kessler, Paul Banks e Sam Fogarino.
Em 13 de Setembro de 2004, foi lançada como principal single de Antics, atingindo a 36ª posição da parada de singles britânica e a 15ª posição na Modern Rock Tracks, da Billboard. A estreia internacional da música nas rádios foi pela estação KROQ, de Los Angeles. Em Junho de 2005, ela foi relançada, como single final de Antics, atingindo a 44ª posição na UK Singles Chart.
O videoclipe de "Slow Hands" foi dirigido por Daniel Levi.
"Slow Hands" aparece em videogames como True Crime: New York City e Guitar Hero: Warriors of Rock, além de outras aparições, como no quarto episódio da quinta temporada de Gilmore Girls, no segundo episódio da segunda temporada de Entourage, e em um comercial de 2008 da Emporio Armani.

## Lista de faixas

### Lançamento original
- 7" OLE6367, CD OLE6362

1. "Slow Hands" – 3:04
2. "Slow Hands" (Remix de Dan the Automator) - somente no CD – 4:04
3. "Slow Hands" (Remix de Britt Daniel, do Spoon) – 3:44

### Relançamento
- 7" OLE6697

1. "Slow Hands" – 3:04
2. "Next Exit" (Eden Session) – 3:09

- 7" OLE6707

1. "Slow Hands" – 3:04
2. "Slow Hands" (Eden Session) – 3:09

- CD OLE6692

1. "Slow Hands" – 3:04
2. "C'mere" (Eden Session) – 3:09